# Pete Seeger
Peter Seeger (3 tháng 5 năm 1919 – 27 tháng 1 năm 2014), còn được biết đến với tên Pete Seeger, là một nhạc sĩ, ca sĩ nhạc đồng quê và là nhà hoạt động chính trị. Ông cũng là thành viên của The Weavers, tuy nhiên cũng đã sáng tác nhiều bài hát, trong đó có một bản thu âm "Goodnight Irene" đã đứng đầu bảng xếp hạng trong vòng 13 tuần vào năm 1950. Ông cũng từng là thành viên của Đảng Cộng sản Mỹ nhưng ra khỏi đảng năm 1949, theo ông vì chế độ tàn bạo của Stalin. Seeger có công lao đóng góp chính cho nền âm nhạc dân gian và là người tiên phong trong phong trào âm nhạc phản chiến. Trong những năm của thập kỷ 50 và 60. Ông là tác giả bài hát phản chiến nổi tiếng "Where Have All the Flowers Gone?"
Ông cũng là tác giả bài hát "Teacher Uncle Ho" (Bác Hồ – Thầy giáo):
... I'll have to say in my own way. The only way I know, that we learned power to the people and the power to know. From Teacher Uncle Ho!
Em gái của ông, Peggy Seeger (đã mất năm 1989) lại là vợ của Ewan MacColl, tác giả của bài hát "The Ballad of Ho Chi Minh".
Năm 1995, trong một cuộc phỏng vấn, ông đã xin lỗi vì đã im lặng quá lâu về những tội ác của Stalin, ông xin lỗi "vì đã mù quáng theo đường lối của Đảng mà không nhìn thấy là Stalin là một nhà lãnh đạo tồi và cực kỳ tàn bạo" . Năm 2007, ông viết một bài hát về Stalin ("Big Joe Blues") trong đó có những câu:
Tôi hát về ông già Joe, Joe tàn bạo
Ông cai trị với bàn tay sắt
Ông đã làm chấm dứt những giấc mơ của nhiều người trong mỗi quốc gia
Ông đã có một cơ hội để thực hiện một bắt đầu mới cho loài người
Thay vào đó ông đặt nó trở lại, trong cùng một nơi kinh tởm
Tôi có "Big Joe Blues":
(Câm miệng lại hoặc mày sẽ chết ngay !)
 Tôi đã nhận ra "Big Joe Blues":
(Làm việc đi và đừng hỏi nhiều !)....